# اختلافات جينية بشرية

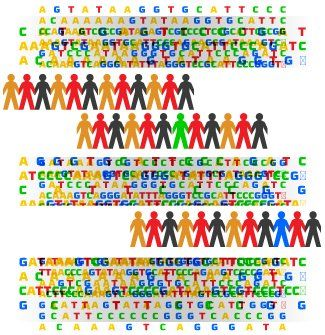

الاختلافات الجينية البشرية هي التنوع في الجينات بين الأفراد. قد يكون هناك عدة متغيرات لأي جين في المجتمع البشري (الألائل) وهي حالة تسمى تعدد الأشكال.
لا يوجد إنسانان متطابقان وراثيًا. حتى بين تَوأَما البَيضَةِ الوَاحِدَة (التوائم التي تتطور من بيضة ملقحة واحدة)، فهناك اختلافات جينية نادرة نتيجة الطفرات التي تحصل خلال التطور واختلاف أعداد نسخ الجينات. تعد الاختلافات بين الأفراد، حتى الأفراد وثيقي الصلة، مفتاحًا لتقنيات مثل البصمات الوراثية. اعتبارًا من عام 2017، هناك ما مجموعه 324 مليون متغير معروف من الجينوم البشري المتسلسل. اعتبارًا من عام 2015، قُدّر الفرق النموذجي بين جينومات شخصين بنحو 20 مليون زوج قاعدي (أو 0.6% من إجمالي 3.2 مليار زوج قاعدي). 
تحدث الأليلات بتواترات مختلفة ضمن مجموعات بشرية مختلفة. وكلما تباعدت المجموعات جغرافيًا ومن الناحية السلالية، كلما زادت الاختلافات بينها. تمثل الاختلافات بين المجموعات البشرية نسبة صغيرة من الاختلاف الجيني البشري العام. وتتباين درجة الاختلاف بين أعضاء مجموعة سكانية واحدة أيضًا. يتواجد الاختلاف الأكبر بين المجموعات البشرية في صحراء جنوب إفريقيا، بما يتسق مع الأصل الإفريقي للسكان غير الأفارقة. تتباين المجموعات البشرية أيضًا في نسبة وموضع الجينات المُدخلة عن طريق التهاجن بين البشر والأنواع البشرية العتيقة.
دراسة التنوع الجيني البشري لها أهمية تطورية وتطبيقات طبية. إذ من شانها مساعدة العلماء على فهم الهجرات السكانية القديمة وكذلك كيفية ارتباط المجموعات البشرية بيولوجيًا بين بعضها بعضًا. بالنسبة للطب، قد تكون دراسة الاختلاف الجيني البشري مهمة لأن بعض الأليلات المسببة للأمراض تتواجد لدى أشخاص من مناطق جغرافية محددة أكثر من غيرهم. تُظهر النتائج الجديدة أن لكل إنسان 60 طفرة جديدة وسطيًا مقارنةً بوالديه. 

## مسببات التباين
تشمل أسباب الاختلافات بين الأفراد التوزيع المستقل، تبادل الجينات (خلال التعابر والتأشيب) أثناء التكاثر (عن طريق الانقسام المنصف) والأحداث المُطفرّة العديدة.
هناك ثلاثة أسباب على الأقل لوجود اختلاف جيني بين المجموعات البشرية. قد يمنح الاصطفاء الطبيعي ميزة تكيفية للأفراد في بيئة معينة إذا كان الأليل يوفر ميزة تنافسية. عندما تخضع الألائل للاصطفاء فإنها تميل لأن تتواجد لدى أولئك في المناطق الجغرافية حيث يكون من شأنها أن توفر ميزة اصطفائية. العملية الثانية المهمة هي الانحراف الجيني، وهي تعبر عن تأثير التغيرات العشوائية في مخزون جيني في ظل الظروف التي تكون فيها معظم الطفرات محايدة (أي لا يبدو أن لها أي تأثير اصطفائي إيجابي أو سلبي على الكائن الحي). أخيرًا، يوجد بين المجموعات المهاجرة اختلافات إحصائية –تسمى التأثير المؤسس– عن إجمالي السكان حيث نشأوا؛ وعندما يستقر هؤلاء المهاجرون في مناطق جديدة، فإن سلالتهم تختلف عادةً عن السكان الأصليين: تسود الجينات المختلفة وتكون أقل تنوعًا فيما بينها.
في البشر، السبب الرئيسي هو الانحراف الجيني. قد يكون للتأثيرات المنشئة التسلسلية وحجم المجموعة البشرية الصغير سابقًا (مما يزيد احتمالية الانحراف الجيني) تأثيرًا مهمًا في الاختلافات المحايدة بين المجموعات البشرية. يبدو أن هناك عدد صغير ولكن مهم من الجينات قد خضعت لاصطفاء طبيعي حديث، وهذه الضغوط الاصطفائية تكون محددة في بعض الأحيان لمنطقة واحدة. 

## مقاييس التباين
تحصل الاختلافات الجينية بين البشر على العديد من النطاقات، بدءاً من التغييرات الكبرى على مستوى النمط النووي إلى التغييرات على مستوى نوكليوتيد واحد. كُشف عن وجود اضطرابات صبغية لدى 1 من أصل 160 ولادة بشرية حية. بصرف النظر عن اضطرابات الصبغيات الجنسية، تؤدي معظم حالات اخْتِلالُ الصِّيغَةِ الصِّبْغَيَّة إلى موت الجنين النامي (الإجهاض)؛ وأكثر الصبغيات الجسمية التي يشيع تضاعفها لدى المواليد الأحياء هي 21 و18 و13.
التنوع النوكليوتيدي هو متوسط نسبة النوكليوتيدات التي تختلف بين شخصين. اعتبارًا من عام 2004، قُدر تنوع النوكليوتيدات البشرية بـ 0.1% إلى 0.4% من الأزواج القاعدية. عام 2015، وجد مشروع مُسمى 1000 جينوم، الذي أعد تسلسل ألف فرد من 26 مجموعة سكانية مختلفة، أن «الجينوم النموذجي [الفردي] يختلف عن الجينوم البشري المرجعي عند 4.1 مليون إلى 5.0 مليون موقع، مؤثرًا بذلك على 20 مليون قاعدة من التسلسلات»؛ يتوافق الرقم الأخير مع 0.6% من العدد الإجمالي للأزواج القاعدية. تُعد جميع (>99.9%) هذه المواقع اختلافات أصغرية، إما تعدد أشكال النوكليوتيدات المفردة أو عمليات الإدخال القصيرة أو الخبن (إنديل) في التسلسل الوراثي، إلا أن الاختلافات البنيوية تحدث نتيجة اختلافات في عدد أكبر من الأزواج القاعدية، أكبر من تعدد أشكال النوكليوتيدات المفردة أو الإنديل. 
اعتبارًا من عام 2017، أدرجت قاعدة بيانات تعدد أشكال النوكليوتيدات المفردة (دي بي إس إن بّي)، التي يُدرج فيها تعدد أشكال النوكليوتيدات المفردة ومتغيرات مفردة، 324 مليون متغير عُثر عليها في جينومات بشرية متسلسلة.

### تعدد أشكال النوكليوتيدات المفردة
تعدد أشكال النوكليوتيدات المفردة (إس إن بّي) هو اختلاف في نوكليوتيد واحد بين أفراد نوع واحد ويحدث لدى 1% على الأقل من السكان. كان لدى الـ 2504 شخصًا الذين مُثلوا في مشروع 1000 جينوم 84.7 مليون تعدد أشكال نوكليوتيدات مفردة فيما بينهم. يعد تعدد أشكال النوكليوتيدات المفردة أحد أكثر أنواع الاختلافات في التسلسل شيوعًا والذي قُدر عام 1998 أنه مسؤول عن 90% من جميع اختلافات التسلسل بشكل عام. الاختلافات الأخرى هي التبادلات والإدراجات والخبن على مستوى أساس نوكليوتيدي واحد. يحصل تعدد أشكال النوكليوتيدات المفردة بين كل 100 إلى 300 أساس وسطيًا وتعد بذلك مصدرًا رئيسيًا لعدم التجانس.
يعد تعدد أشكال النوكليوتيدات المفردة الوظيفي أو غير المترادف ذو تأثير على بعض العوامل مثل اقتطاع الجينات أو الحمض النووي الريبوزي الرسول مؤديًا بذلك إلى اختلافات في النمط الظاهري بين أفراد النوع. حوالي 3 إلى 5% من تعدد أشكال النوكليوتيدات المفردة لدى البشر وظيفية. ولا يزال تعدد أشكال النيوكليوتيدات المفردة غير الوظيفية أو المحايدة مفيدًا كواسمات جينية في دراسة الترابط الجينومي الكامل بسبب العدد الهائل والموروث المستقر عبر الأجيال.
تعدد أشكال النوكليوتيدات المفردة المُشفر هو الذي يحدث داخل جين. هناك 105 من تعدد أشكال النوكليوتيدات المفردة التي تؤدي إلى كودونات توقف سابقة لأوانها في 103من الجينات. وهذا يقابل 0.5% من تعدد أشكال النوكليوتيدات المفردة المُشفر. يحصل هذا نتيجة المضاعفة القطعية في الجينوم. تؤدي تعددات أشكال النوكليوتيدات المفردة هذه إلى خسارة البروتين، ولكن كل أليلات التعدد هذه شائعة ولا يتم تصفيتها في الاصطفاء السلبي.